# Bob Anderson
Robert Hugh Anderson Fearon, detto Bob (Hendon, 19 maggio 1931 – Northampton, 14 agosto 1967), è stato un pilota motociclistico e pilota automobilistico britannico.

## Carriera

### Motomondiale
Le sue prime presenze nelle classifiche del motomondiale risalgono alla stagione 1958 disputata in classe 350 e 500 alla guida di motociclette Norton. Ha gareggiato nelle stesse classi anche l'anno successivo per poi aggiungere anche la classe 125 nel motomondiale 1960.
Pur essendo poi passato all'automobilismo, nella stagione 1966 lo si ritrova nuovamente classificato, questa volta in 250 e in sella ad una Yamaha. Durante gli anni di partecipazione ha ottenuto quale miglior risultato stagionale il 5º posto (ottenuto per due volte) e, quale miglior risultato in un singolo gran premio il secondo posto (ottenuto sia al Tourist Trophy che al Gran Premio motociclistico di Svezia, nel 1958).
Ha anche vinto due volte la North West 200.

### Formula 1
Anderson debutta nel campionato del mondo di Formula 1 il 20 luglio 1963 in occasione del 15 British Grand Prix sul circuito di Silverstone: al volante di una Lola Mk 4 Climax gommata Dunlop del DW Racing Enterprises parte in 16ª posizione per classificarsi 12º, a sette giri dal vincitore Jim Clark. Nello stesso anno, sempre al volante della stessa vettura, partecipa al 34 Gran Premio d'Italia disputato a Monza l'8 settembre: partito 18, si classificherà ancora 12º, a 7 giri dal solito Jim Clark.
L'anno successivo, il 1964, è il migliore della carriera in Formula 1: Anderson si classifica infatti 3º in occasione del 2 Gran Premio d'Austria sul circuito di Zeltweg. Anderson disputa in questa stagione 8 dei 10 eventi previsti dal mondiale, tutti al volante di una Brabham Bt 11 Climax gommata Dunlop del DW Racing Enterprises.
Gli anni seguenti, dal 1965 al 1967, Anderson corre sempre su una Brabham Bt 11 Climax della DW Racing Enterprises (con la sola eccezione della gara sudafricana del 1967, dove si è schierato dal team ufficiale Brabham Racing Organisation) senza grossi risultati. Il 14 agosto 1967 sul circuito di Silverstone, in occasione dei test di preparazione al Gran Premio del Canada, Anderson perde il controllo della sua vettura per aquaplaning: a causa dei gravi traumi subiti nell'impatto conseguente, il pilota britannico morirà sull'ambulanza durante il trasporto all'ospedale di Northampton.
Anderson ha preso parte a 29 Gran Premi, partendo in 25 occasioni con 8 ritiri, 2 non classificati e 4 piazzamenti a punti (per un totale di 8 punti); i giri percorsi sono 1 370 (su 1 870 teorici, pari al 74,99 %). La posizione media in griglia è la 14º (14,1), mentre nelle 15 gare in cui Anderson è presente nell'ordine di arrivo la posizione media è la 8º (8,2).
Anderson è stato sepolto nel cimitero parrocchiale di Santa Maria, a Hendon, sobborgo di Londra.

## Risultati in gara

### Motomondiale

#### Classe 125
| 1960 | Classe | Moto |    |   |   |   |    |   |   |  |  | Punti | Pos. |
| ---- | ------ | ---- | -- | - | - | - | -- | - | - |  |  | ----- | ---- |
| 1960 | 125    | MZ   | NE | 5 | - | - | NE | - | - |  |  | 2     | 9º   |

| Legenda | 1º posto        | 2º posto            | 3º posto            | A punti      | Senza punti        | Grassetto – Pole position Corsivo – Giro più veloce |
| Legenda | Gara non valida | Non qual./Non part. | Ritirato/Non class. | Squalificato | '-' Dato non disp. | Grassetto – Pole position Corsivo – Giro più veloce |

#### Classe 250
| 1966 | Classe | Moto   |   |   |   |   |   |   |   |   |   |   |   |   |  | Punti | Pos. |
| ---- | ------ | ------ | - | - | - | - | - | - | - | - | - | - | - | - |  | ----- | ---- |
| 1966 | 250    | Yamaha | - | - | - | 5 | - | - | - | - | - | - | - | - |  | 2     | 22º  |

| Legenda | 1º posto        | 2º posto            | 3º posto            | A punti      | Senza punti        | Grassetto – Pole position Corsivo – Giro più veloce |
| Legenda | Gara non valida | Non qual./Non part. | Ritirato/Non class. | Squalificato | '-' Dato non disp. | Grassetto – Pole position Corsivo – Giro più veloce |

#### Classe 350
| 1958 | Classe | Moto   |   |   |   |   |   |   |   |  |  | Punti | Pos. |
| ---- | ------ | ------ | - | - | - | - | - | - | - |  |  | ----- | ---- |
| 1958 | 350    | Norton | - | - | - | 5 | 2 | - | 4 |  |  | 11    | 5º   |

| 1959 | Classe | Moto   |   |   |   |    |    |   |   |   |  | Punti | Pos. |
| ---- | ------ | ------ | - | - | - | -- | -- | - | - | - |  | ----- | ---- |
| 1959 | 350    | Norton | 4 | 5 | - | NE | NE | - | - | - |  | 5     | 9º   |

| 1960 | Classe | Moto   |   |   |   |    |    |   |   |  |  | Punti | Pos. |
| ---- | ------ | ------ | - | - | - | -- | -- | - | - |  |  | ----- | ---- |
| 1960 | 350    | Norton | - | 6 | 3 | NE | NE | 4 | 5 |  |  | 9     | 5º   |

| Legenda | 1º posto        | 2º posto            | 3º posto            | A punti      | Senza punti        | Grassetto – Pole position Corsivo – Giro più veloce |
| Legenda | Gara non valida | Non qual./Non part. | Ritirato/Non class. | Squalificato | '-' Dato non disp. | Grassetto – Pole position Corsivo – Giro più veloce |

#### Classe 500
| 1958 | Classe | Moto   |   |     |   |     |     |     |     |  |  | Punti | Pos. |
| ---- | ------ | ------ | - | --- | - | --- | --- | --- | --- |  |  | ----- | ---- |
| 1958 | 500    | Norton | 2 | Rit | 6 | Rit | Rit | Rit | Rit |  |  | 7     | 8º   |

| 1959 | Classe | Moto   |   |     |  |     |   |    |  |  |  | Punti | Pos. |
| ---- | ------ | ------ | - | --- |  | --- | - | -- |  |  |  | ----- | ---- |
| 1959 | 500    | Norton | 8 | Rit |  | Rit | 6 | NE |  |  |  | 1     | 15º  |

| 1960 | Classe | Moto   |  |   |     |     |  |     |     |  |  | Punti | Pos. |
| ---- | ------ | ------ |  | - | --- | --- |  | --- | --- |  |  | ----- | ---- |
| 1960 | 500    | Norton |  | 8 | Rit | Rit |  | Rit | Rit |  |  | 0     |      |

| Legenda | 1º posto        | 2º posto            | 3º posto            | A punti      | Senza punti        | Grassetto – Pole position Corsivo – Giro più veloce |
| Legenda | Gara non valida | Non qual./Non part. | Ritirato/Non class. | Squalificato | '-' Dato non disp. | Grassetto – Pole position Corsivo – Giro più veloce |

### Formula 1
| 1963 | Scuderia              | Vettura |  |  |  |  |    |  |    |  |  |  |  | Punti | Pos. |
| ---- | --------------------- | ------- |  |  |  |  | -- |  | -- |  |  |  |  | ----- | ---- |
| 1963 | DW Racing Enterprises | Lola 4  |  |  |  |  | 12 |  | 12 |  |  |  |  | 0     |      |

| 1964 | Scuderia              | Vettura      |   |   |    |    |   |     |   |    |  |  |  | Punti | Pos. |
| ---- | --------------------- | ------------ | - | - | -- | -- | - | --- | - | -- |  |  |  | ----- | ---- |
| 1964 | DW Racing Enterprises | Brabham BT11 | 7 | 6 | NP | 12 | 7 | Rit | 3 | 11 |  |  |  | 5     | 11º  |

| 1965 | Scuderia              | Vettura      |    |   |    |   |     |     |    |  |  |  |  | Punti | Pos. |
| ---- | --------------------- | ------------ | -- | - | -- | - | --- | --- | -- |  |  |  |  | ----- | ---- |
| 1965 | DW Racing Enterprises | Brabham BT11 | NC | 9 | NP | 9 | Rit | Rit | NP |  |  |  |  | 0     |      |

| 1966 | Scuderia              | Vettura      |     |  |   |    |     |     |   |  |  |  |  | Punti | Pos. |
| ---- | --------------------- | ------------ | --- |  | - | -- | --- | --- | - |  |  |  |  | ----- | ---- |
| 1966 | DW Racing Enterprises | Brabham BT11 | Rit |  | 7 | NC | Rit | Rit | 6 |  |  |  |  | 1     | 17º  |

| 1967 | Scuderia              | Vettura      |   |    |   |   |     |     |  |  |  |  |  | Punti | Pos. |
| ---- | --------------------- | ------------ | - | -- | - | - | --- | --- |  |  |  |  |  | ----- | ---- |
| 1967 | DW Racing Enterprises | Brabham BT11 | 5 | NQ | 9 | 8 | Rit | Rit |  |  |  |  |  | 2     | 16º  |

| Legenda | 1º posto     | 2º posto | 3º posto    | A punti         | Senza punti/Non class.  | Grassetto – Pole position Corsivo – Giro più veloce |
| Legenda | Squalificato | Ritirato | Non partito | Non qualificato | Solo prove/Terzo pilota | Grassetto – Pole position Corsivo – Giro più veloce |

### Altre gare Formula 1
Come era solito in quel periodo, Anderson ha partecipato anche a gare di Formula 1 non valide per il campionato del mondo, cogliendo anche due vittorie: una in occasione del 15 Gran Premio di Roma del 19 maggio 1963 quando, sul circuito di Vallelunga fece segnalare anche il giro più veloce, ed una al Rhodesian Gran Prix, sul circuito di Kyalami, il 4 dicembre 1966. Le vetture utilizzate in queste gare sono ovviamente le stesse che Anderson ha utilizzato nei vari anni nelle gare di campionato (Lola: 1963; Brabham: 1964-1967)
| Data              | Evento                         | Circuito     | Pos | Giri      | Qual |
| ----------------- | ------------------------------ | ------------ | --- | --------- | ---- |
| 30 marzo 1963     | 4 Lombank Trophy               | Snetterton   | rit | 19 di 50  | 9º   |
| 15 aprile 1963    | 23 Grand Prix de Pau           | Pau          | rit | 42 di 100 | 11º  |
| 21 aprile 1963    | 4 Gran Premio di Imola         | Imola        | 3º  | 49 di 50  | 6º   |
| 25 aprile 1963    | 12 Gran Premio di Siracusa     | Siracusa     | 4º  | 52 di 56  | 2º   |
| 19 maggio 1963    | 15 Gran Premio di Roma         | Vallelunga   | 1º  | 40 di 40  | 2º   |
| 28 giugno 1963    | 13 Grosser Preis der Solitude  | Stuttgart    | 8º  | 24 di 25  | 12º  |
| 1º agosto 1963    | 9 Kanonloppet                  | Kariskoga    | 8º  | 38 di 40  | 6º   |
| 18 agosto 1963    | 2 Gran Premio del Mediterraneo | Enna-Pergusa | 6º  | 57 di 60  | 4º   |
| 21 settembre 1963 | 10 Gold Cup                    | Outon Park   | rit | 4 di 73   | 10º  |
| 2 maggio 1964     | 16 BRDC International TRophy   | Silverstone  | rit | 12 di 52  | 18º  |
| 19 giugno 1964    | 14 Grosser Preis der Solitude  | Stuttgart    | 3º  | 19 di 20  | 7º   |
| 12 dicembre 1964  | 7 Rand Grand Prix              | Kyalami      | 3º  | 50 di 50  | 5º   |
| 13 marzo 1965     | 1 Daily Mall Race of Champions | Brands Hatch | rit | 14 di 80  | 8º   |
| 4 aprile 1965     | 14 Gran Premio di Siracusa     | Siracusa     | 6º  | 47 di 56  | 11º  |
| 19 aprile 1965    | 1 Sunday Mirror Trophy         | Goodwood     | squ | 24 di 42  | 5º   |
| 15 maggio 1965    | 17 BRDC International Trophy   | Silverstone  | 14º | 44 di 52  | 14º  |
| 1º gennaio 1966   | South African Gran Prix        | East London  | squ | 58 di 60  | 8º   |
| 8 gennaio 1966    | Cape South Easter Grand Prix   | Killarney    | rit | 33 di 50  | ?    |
| 14 maggio 1966    | 18 BRDC International Trophy   | Silverstone  | 7º  | 35 di 35  | 9º   |
| 17 settembre 1966 | 13 International Gold Cup      | Outon Park   | rit | 24 di 40  | 6º   |
| 4 dicembre 1966   | Rhodesian Gran Prix            | Kyalami      | 1º  | 50 di 50  | ?    |
| 7 gennaio 1967    | Cape South Easter Grand Prix   | Killarney    | 2º  | 50 di 50  | ?    |
| 12 marzo 1967     | 2 Race of Champions            | Brands Hatch | rit |           |      |
| 14 aprile 1967    | 1 Daily Express Spring Cup     | Outon Park   | rit |           |      |
| 29 aprile 1967    | 19 BRDC International Trophy   | Silverstone  | 8º  |           |      |